# Julia Chang
Julia Chang (ジュリア・チャン, Juria Chan) é uma personagem da franquia Tekken, apresentada pela primeira vez em Tekken 3 (1997). Ela é filha adotiva da lutadora sino-americana Michelle Chang, e seu enredo normalmente envolve salvar a floresta de sua tribo. Em Tekken Tag Tournament 2, é retratada como uma lutadora de lucha libre mascarada chamada Jaycee (ジェイシー, Jeishī).

## Designe jogabilidade
Julia Chang é uma jovem americana de cabelos castanhos que costuma amarrar em tranças. Ela estreou em Tekken 3 aos 18 anos. Julia usa várias artes marciais chinesas, com muitas técnicas semelhantes às de sua mãe, geralmente veste uma roupa estilizada para retratar o povo nativo americano, com um top curto, uma saia jeans curta, botas e um pequeno cocar de penas.

## Aparição

### Na franquiaTekken
Quando bebê, Julia foi abandonada em terras nativas americanas e foi encontrada por Michelle Chang, que a criou com amor e a ensinou artes marciais para que ela também pudesse proteger sua terra natal. Embora ela seja apenas uma filha adotiva de Michelle, elas compartilham uma aparência muito semelhante na medida em que ela se torna o alvo das afeições de Ganryu principalmente por causa de sua semelhança com Michelle. Julia estudou arqueologia nas terras tribais de Michelle. Quando ela completou dezoito anos, histórias de desaparecimentos repentinos de artistas marciais ao redor do mundo chegaram à tribo. A tribo sabia que eles eram causados pelo Deus da Luta, Ogre, e temiam que o pingente de Michelle fosse a causa, o que a fez ingressar em Tekken 3.
Temendo que o aquecimento global em rápido crescimento ameaçasse sua terra natal, Julia se juntou a um grupo de pesquisa genética liderado pelo professor T que estudava o mecanismo biológico do reflorestamento. O grupo trabalhou em estreita colaboração com a G Corporation, cujos computadores de alta tecnologia estavam sendo usados para armazenar os dados da pesquisa. No entanto, a pesquisa foi interrompida abruptamente quando Mishima Zaibatsu invadiu a G Corporation e roubou todos os seus dados. Sabendo que precisava dos dados para salvar sua casa, Julia entra no quarto torneio em Tekken 4. Depois de finalmente recuperar seus dados roubados em Tekken 5, Julia completou sua pesquisa e voltou ao Arizona para se encontrar com o grupo que a ajudaria a realizar seu plano.

### Em outros jogos eletrônicos
Julia aparece como personagem jogável nos jogos não canônicos Tekken Tag Tournament e Tekken Tag Tournament 2, bem como em Tekken Card Challenge, e faz uma participação especial no jogo spin-off Death by Degrees. Julia também aparece como personagem jogável no jogo crossover Street Fighter × Tekken, onde seu parceiro oficial é Bob.
Em Tekken Tag Tournament 2, Julia Chang aparece sob o pseudônimo de Jaycee ou JC. Ela é vista no trailer de abertura como lutadora e parceira de Armor King, usando uma máscara de lucha libre para ocupar o lugar de uma amiga dela que se feriu em um acidente de carro.

### Em outras mídias
O dossiê de Julia é visto brevemente em uma participação especial no filme CGI Tekken: Blood Vengeance, quando Anna Williams abre um arquivo contendo dossiês de várias pessoas de interesse. Julia também aparece no mangá Tekken: Tatakai no Kanatani e na história em quadrinhos Tekken Forever.

## Recepção
A edição polonesa da GameStar teve Julia Chang votada em 11º lugar na votação de 2006 para o título de "Miss of the Video Game World". Em 2009, a GameDaily a listou entre as "garotas que vão chutar seu traseiro" junto com outros três personagens de Tekken 5. Em 2011, a UGO Networks apresentou Julia como uma das "melhores lutadoras" dos jogos de luta, acrescentando que ela é sua personagem de jogo de luta nativo-americana favorita. Em 2012, a Entertainment Focus classificou Julia como a oitava melhor heroína de videogames, afirmando que "seu estilo hippie e barriga tonificada – combinados com movimentos letais e paixão pelo planeta a tornam um pacote atraente único". Ela foi classificada como a 29ª game girl mais bonita pelo Portal PlayGame da Universo Online (UOL) em 2014. A PlayStation Official Magazine – UK listou sua equipe Cross Assault com Nina Williams em Street Fighter × Tekken como uma das melhores do jogo.
A ausência de Julia de Tekken 7 foi recebida com uma decepção generalizada; ela foi a segunda personagem que mais perdeu no jogo, de acordo com uma enquete da comunidade de jogos de luta EventHubs. Após sua estreia em Tekken 3, a Next Generation comentou que ela e Ling Xiaoyu "se conformam com estereótipos diferentes e igualmente deprimentes de 'colegial fofa'". Em 2011, a Dorkly a listou como uma das personagens nativas americanas mais estereotipadas na história dos jogos de luta, classificando-a em sétimo lugar, empatando com Michelle Chang. Jeff Marchiafava, da Game Informer, incluiu Jaycee entre os personagens "mais ridículos" de Tekken Tag Tournament 2.